# Моніка Бертаньоллі
Моніка Бертаньоллі (нар. 1959) — американська онкологиня-хірургиня і 17-та директорка Національного інституту охорони здоров'я США (NIH). До цього була 16-ою директоркою Національного інституту раку у США (NCI). На початку кар'єри працювала в Бригамській жіночій лікарні та Інституті раку Дана-Фарбера, які підпорядковуються Гарвардській медичній школі (Бостон, США). Вона також була професором хірургії Річарда Е. Вілсона в Гарвардській медичній школі.
Під час роботи головою Альянсу клінічних випробувань в онкології (до призначення її директоркою NIH) вона активно виступала за залучення жителів сільських громад до клінічних досліджень. Спеціалізацією М. Бертаньоллі є лікування пухлин шлунково-кишкового тракту і сарком м'яких тканин. Також вона була президентом Американського товариства клінічної онкології. Прийнята до Національної академії медицини США в 2021 році.

## Ранні роки
Моніка Бертаньоллі виросла на фермі, де займалися розведенням великої рогатої худоби у Вайомінгу. Її батьки були французькими басками та італійськими іммігрантами в першому поколінні. Навчалася у Прінстонському університеті, де здобула ступінь бакалавра інженерних наук з біохімічної інженерії. Медичну освіту здобула в Медичній школі Університету Юти, а хірургічну ординатуру проходила в Бригамській жіночій лікарні (Гарвардська медична школа, Бостон, США). Отримала сертифікат лікаря в 1993 році.

## Дослідження раку
У 1994 році М. Бертаньоллі почала працювати помічницею хірурга в Центрі профілактики раку Стренга та лікуючою хірургинею у Нью-Йоркській пресвітеріанській лікарні. У 1999 році стає викладачкою Гарвардської медичної школи, а в 2000 році починає працювати в Інституті раку Дана-Фарбера Під час роботи в Інституті Моніка Бертаньоллі спеціалізувалася на лікуванні пухлин шлунково-кишкового тракту та була експерткою у лікуванні саркоми м'яких тканин. У 2007 році стала керівницею відділу хірургічної онкології в Інституті раку Дана-Фарбер та першою жінкою, яка зайняла таку посаду. У лабораторії М. Бертаньоллі в Інституті раку Дана-Фарбер / Гарвардському онкологічному центрі проводила експериментальні дослідження на тваринах та клінічні випробування за участю пацієнтів, для вивчення ролі мутацій аденоматозного поліпозу coli (APC) у колоректальному канцерогенезі.

### Вибрані наукові публікації
- Molecular origins of cancer: Molecular basis of colorectal cancer[16]
- Cardiovascular risk associated with celecoxib in a clinical trial for colorectal adenoma prevention[17]
- Dissecting the multicellular ecosystem of metastatic melanoma by single-cell RNA-seq[18]

## Директорка Національного інституту охорони здоров'я США
У травні 2023 року президент США Джо Байден призначив Моніку Бертаньоллі на посаду директорки Національного інституту охорони здоров'я. А 7 листопада 2023 року її затвердили на цій посаді у Сенаті США. Вона є другою жінкою-директором Національного інституту охорони здоров'я США.

## Нагороди та відзнаки
Нагороди та відзнаки доктора Моніки Бертаньоллі включають:
- 2011 — Partners Healthcare Partners in Excellence Award[12]
- 2015 — Премія Чарльза Х. Сандерса в галузі наук про життя (рак)[21]
- 2018 — Призначена президентом Американського товариства клінічної онкології[7]
- 2021 — Обрана до Національної медичної академії[8]
- 2021 — Призначена до Ради директорів Американського товариства раку[22]
- 2023 — OncoDaily визнали її однією зі 100 впливових жінок в онкології[23]

## Особисте життя
Моніка Бертаньоллі заміжня, має двох синів. У листопаді 2022 року після планової мамографії їй діагностували рак молочної залози на ранній стадії.